# 滑鳞蛇
滑鳞蛇（学名：Liopeltis frenatus）为游蛇科滑鳞蛇属的爬行动物。分布于印度、缅甸、老挝、越南以及中国大陆的西藏、云南等地，多见于海拔600米左右的山区。

## 保护
本种于2023年被收录入《有重要生态、科学、社会价值的陆生野生动物名录》。